# غلين جونسون
غلين مكلويد جونسون (بالإنجليزية: Glen Johnson)‏، من مواليد 23 أغسطس 1984 في لندن في إنجلترا، لاعب كرة قدم إنجليزي.
بدأ مسيرته الكروية مع نادي وست هام يونايتد في عام 2001، ولعب معهم حتى عام 2003، وشارك معهم في 15 مباراة، وفي عام 2002 أعير إلى نادي ميلوال، ولعب معهم 8 مباريات، وفي عام 2003 انتقل إلى نادي تشيلسي، وهو كان معار إلى نادي بورتسموث. وفي عام 2009 انتقل إلى نادي ليفربول
و قد لعب مع منتخب إنجلترا لكرة القدم في عام 2003.

## مسيرتة في الاندية

### ليفربول
أحد ممثلي نادي بورتسموث اكدن انه في 13 يونيو 2009 كان قد استلم عرض خيالي لجونسون، من تشيلسي وليفربول ومانشستر سيتي.
وفي 16 يونيو 2009 بورت سموث وافق على عرض يقدر بـ18£ مليون مِنْ ليفربول.
وفي أول ضهور له مع ليفربول في 19 اغسطس 2009 كان جونسن رجل المباراة ضد ستوك ستي، وسجل هدفه الأول للنادي بينما كان أيضاً يشارك في صناعة اللعب وتسسبب في مشاكل غير معدودة لدفاعات الخصم. في 29 اغسطس 2009 هدفه الثاني لليقربول في مباراة كانت ضد بولتون وفاز ليفربول بنتيجة 3-2.

## المسيرة الدولية
أثناء ما كان يلعب مع منتخب إنجلترا تحت 21, جونسن ظهر لأول مره في مع منتخب انجترا الأول في 18 نوفمبر 2003 ضد الدنمارك، وجاء كبديل لغاري نفيل الذي كن مصار في الدقيقة 16.

## روابط خارجية
- غلين جونسون على موقع الاتحاد الدولي (مؤرشف)  (الإنجليزية)
- غلين جونسون على موقع الاتحاد الأوربي (الإنجليزية)
- غلين جونسون على موقع قاعدة بيانات كرة القدم.إي يو (الإنجليزية)
- غلين جونسون على موقع ليكيب (الفرنسية)
- غلين جونسون على موقع ناشيونال فوتبول تيمز (الإنجليزية)
- غلين جونسون على موقع Soccerbase.com (لاعب) (الإنجليزية)
- غلين جونسون على موقع Soccerway.com (الإنجليزية)
- غلين جونسون على موقع عالم كرة القدم.نت (الإنجليزية)
- غلين جونسون على موقع كووورة
- غلين جونسون على موقع AS.com (الإسبانية)